# Omar Kharbin
Omar Maher Kharbin (in arabo عمر ماهر خربين‎?; Damasco, 15 gennaio 1994) è un calciatore siriano, attaccante dell'Al-Wahda, e della nazionale siriana.

## Statistiche

### Cronologia presenze e reti in nazionale
| Cronologia completa delle presenze e delle reti in nazionale ― Siria | Cronologia completa delle presenze e delle reti in nazionale ― Siria | Cronologia completa delle presenze e delle reti in nazionale ― Siria | Cronologia completa delle presenze e delle reti in nazionale ― Siria | Cronologia completa delle presenze e delle reti in nazionale ― Siria | Cronologia completa delle presenze e delle reti in nazionale ― Siria | Cronologia completa delle presenze e delle reti in nazionale ― Siria | Cronologia completa delle presenze e delle reti in nazionale ― Siria |
| Data                                                                 | Città                                                                | In casa                                                              | Risultato                                                            | Ospiti                                                               | Competizione                                                         | Reti                                                                 | Note                                                                 |
| -------------------------------------------------------------------- | -------------------------------------------------------------------- | -------------------------------------------------------------------- | -------------------------------------------------------------------- | -------------------------------------------------------------------- | -------------------------------------------------------------------- | -------------------------------------------------------------------- | -------------------------------------------------------------------- |
| 06-01-2019                                                           | Sharja                                                               | Siria                                                                | 0 – 0                                                                | Palestina                                                            | Coppa d'Asia 2019 - 1º turno                                         | -                                                                    |                                                                      |
| 10-01-2019                                                           | al-'Ayn                                                              | Giordania                                                            | 2 – 0                                                                | Siria                                                                | Coppa d'Asia 2019 - 1º turno                                         | -                                                                    |                                                                      |
| 15-01-2019                                                           | al-'Ayn                                                              | Australia                                                            | 3 – 2                                                                | Siria                                                                | Coppa d'Asia 2019 - 1º turno                                         | 1                                                                    |                                                                      |
| 07-10-2021                                                           | Seul                                                                 | Corea del Sud                                                        | 2 – 1                                                                | Siria                                                                | Qual. Mondiali 2022                                                  | 1                                                                    | 85’                                                                  |
| Totale                                                               |                                                                      | Presenze                                                             | 4                                                                    |                                                                      | Reti                                                                 | 2                                                                    |                                                                      |

## Palmarès

### Club

#### Competizioni nazionali
- Campionato saudita: 3

Al-Hilal: 2016-2017, 2017-2018, 2019-2020
- UAE Arabian Gulf League: 1

Shabab Al-Ahli: 2022-23
- Coppa del Re dei Campioni: 2

Al Hilal: 2016-2017, 2019-2020
- UAE Arabian Gulf Cup: 1

Al-Wahda: 2023-2024
- Supercoppa saudita: 1

Al-Hilal: 2018

#### Competizioni internazionali
- AFC Champions League: 1

Al Hilal: 2019

### Nazionale
- WAFF Championship: 1

Kuwait 2012

### Individuale
- Capocannoniere della AFC Champions League: 1

2017 (10 gol)
- Calciatore asiatico dell'anno: 1

2017
- Capocannoniere della Lega professionistica degli Emirati Arabi Uniti: 1

2023-2024 (19 reti)